# Parc naturel de Telašćica
Telašćica est une baie située au sud de l'île de Dugi Otok en Croatie dans la mer Adriatique.
C'est le plus grand abri naturel en mer Adriatique, réputé sûr pour tous types de bateaux.
En 1988, le parc naturel de Telašćica a été créé pour préserver cet espace naturel avec sa biodiversité. Il comprend la baie de Telašćica, ses alentours et îles voisines, le lac salé Mir et les falaises (Stene).
Le parc naturel de Telašćica est à proximité du parc national des Kornati.
En venant des villages et villes voisins par bateau, on se rend à la baie de Telašćica en traversant le passage de Mala Proversa.
On peut aller au parc naturel de Telašćica en voiture en empruntant une route au départ de Sali, localité la plus proche du parc.
Le parc a été proposé conjointement avec le parc national des Kornati en 2007 pour une inscription au patrimoine mondial et figure sur la « liste indicative » de l’UNESCO dans la catégorie patrimoine naturel.

## Géographie
La baie de Telašćica présente une échancrure profonde de 9 km de long sur 160 à 1800 m de large. La profondeur maximale de la mer à l'intérieur de la baie est de 12 m, et à l'extérieur, de 67 m. La baie comprend 6 îlots.
Les falaises abruptes du parc naturel de Telašćica, donnent sur le large de la mer Adriatique en direction de l'Italie. Elles culminent à 161 m à Grpašćak et tombent à la verticale dans l'eau jusqu'à une profondeur de 85 m.
Le parc englobe 14 autres îles et îlots situés à l'extérieur de la baie.
Le lac salé Mir (Paix en croate) a 900 m de long, 300 m de large et 6 m de profondeur maximale. Sa surface est de 0,23 km². Le lac communique avec la mer et sa température est plus élevée de quelques degrés que celle de la mer.
La superficie totale du parc est de 70,50 km², répartis en 25,95 km² sur Dugi Otok et îles attenantes et 44,55 km² sur la mer.
Le mont le plus haut est Mrzlovica (198 m).

## Tourisme
De nombreuses excursions de bateaux-charters sont organisées à la journée au départ de Zadar et Biograd na Moru vers le parc naturel de Telašćica.
Le lac Mir est un des rares lacs salés en Europe. Les touristes apprécient sa température chaude et certains lui attribuent des vertus thérapeutiques.
Le panorama des falaises, notamment du belvédère Grpašćak en direction des parcs de Telašćica et de Kornati, est exceptionnel. Le coucher de soleil sur la mer Adriatique y est fameux.

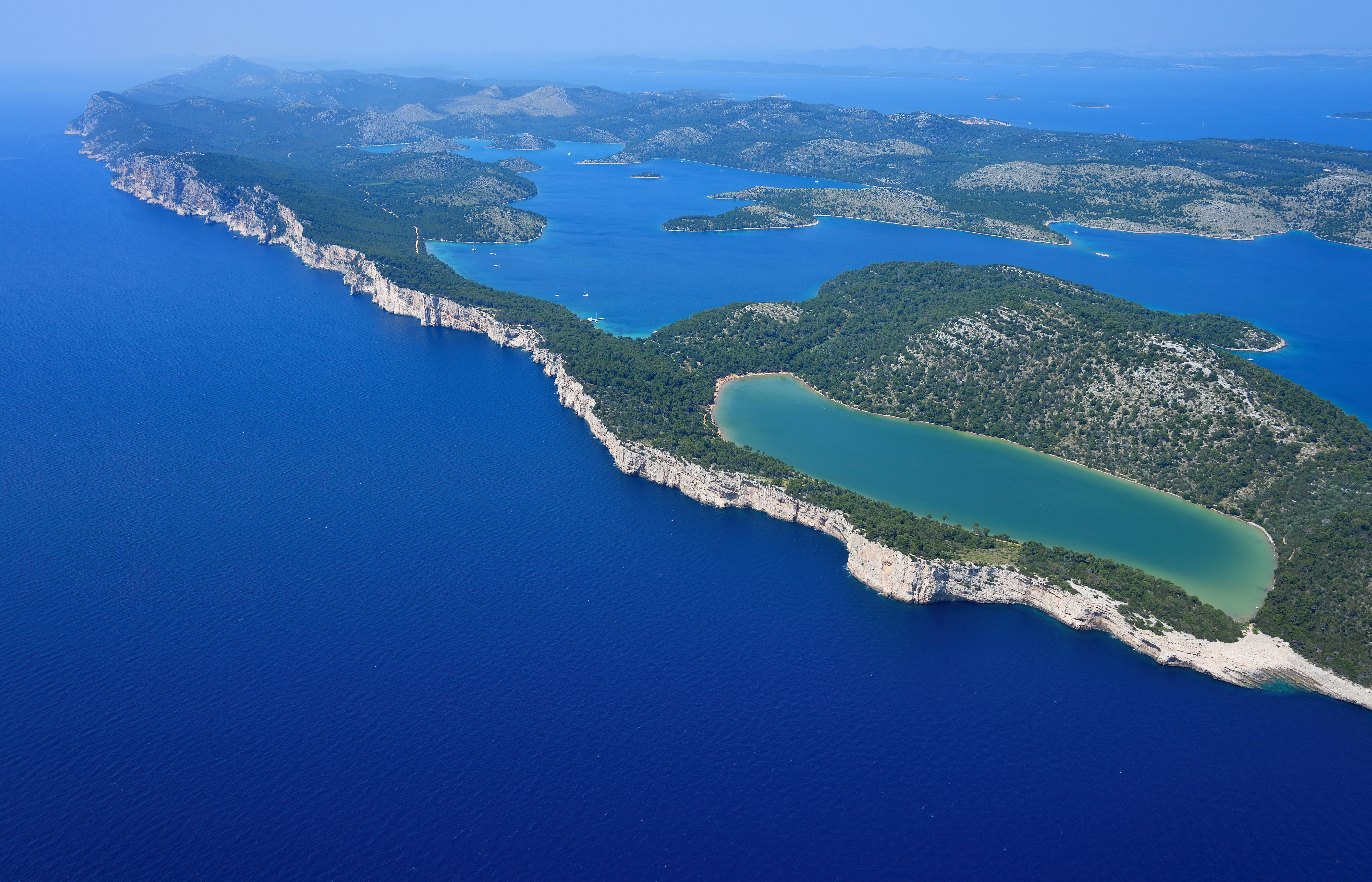
Vue aérienne
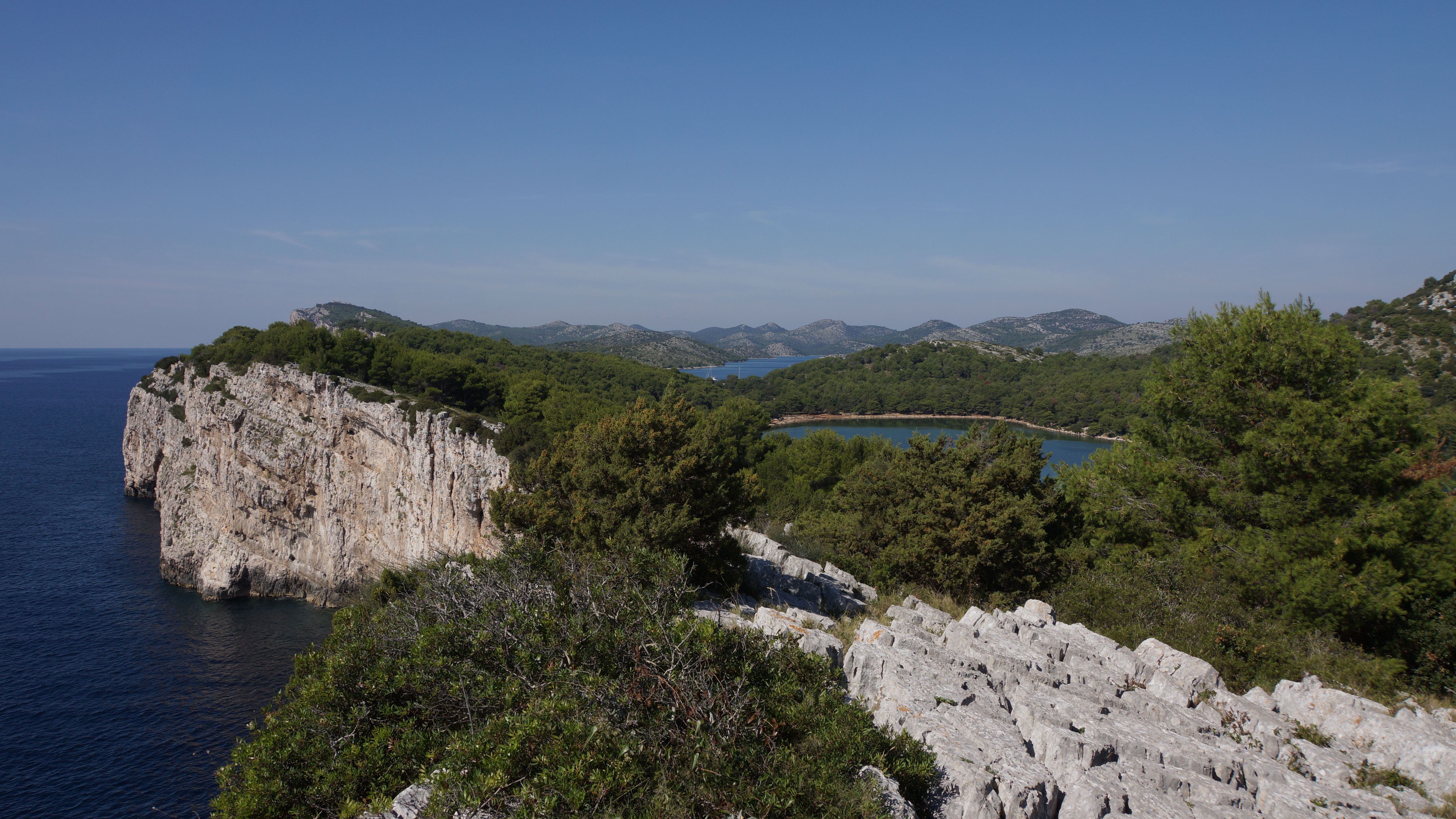
Les falaises
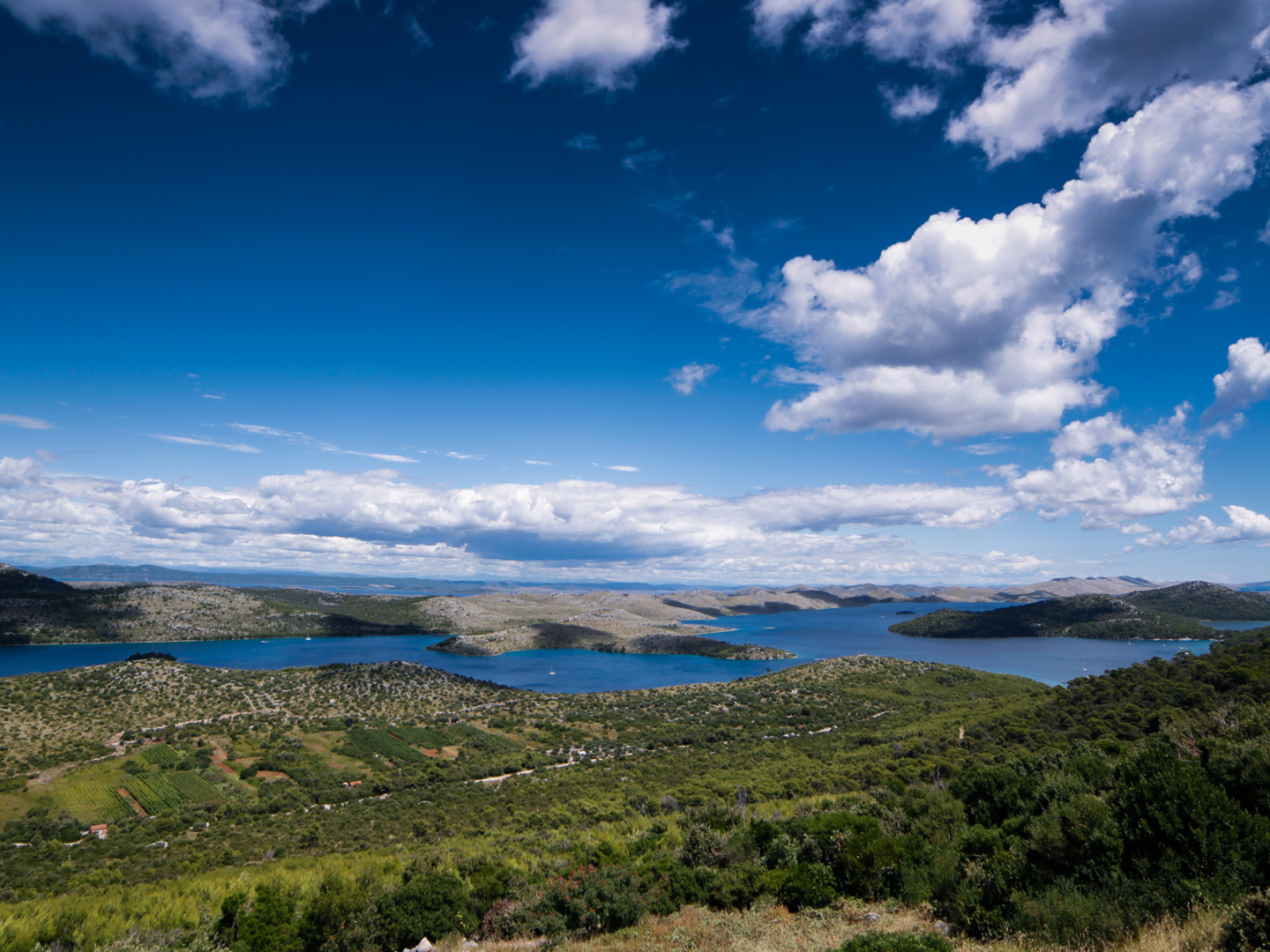
Le parc
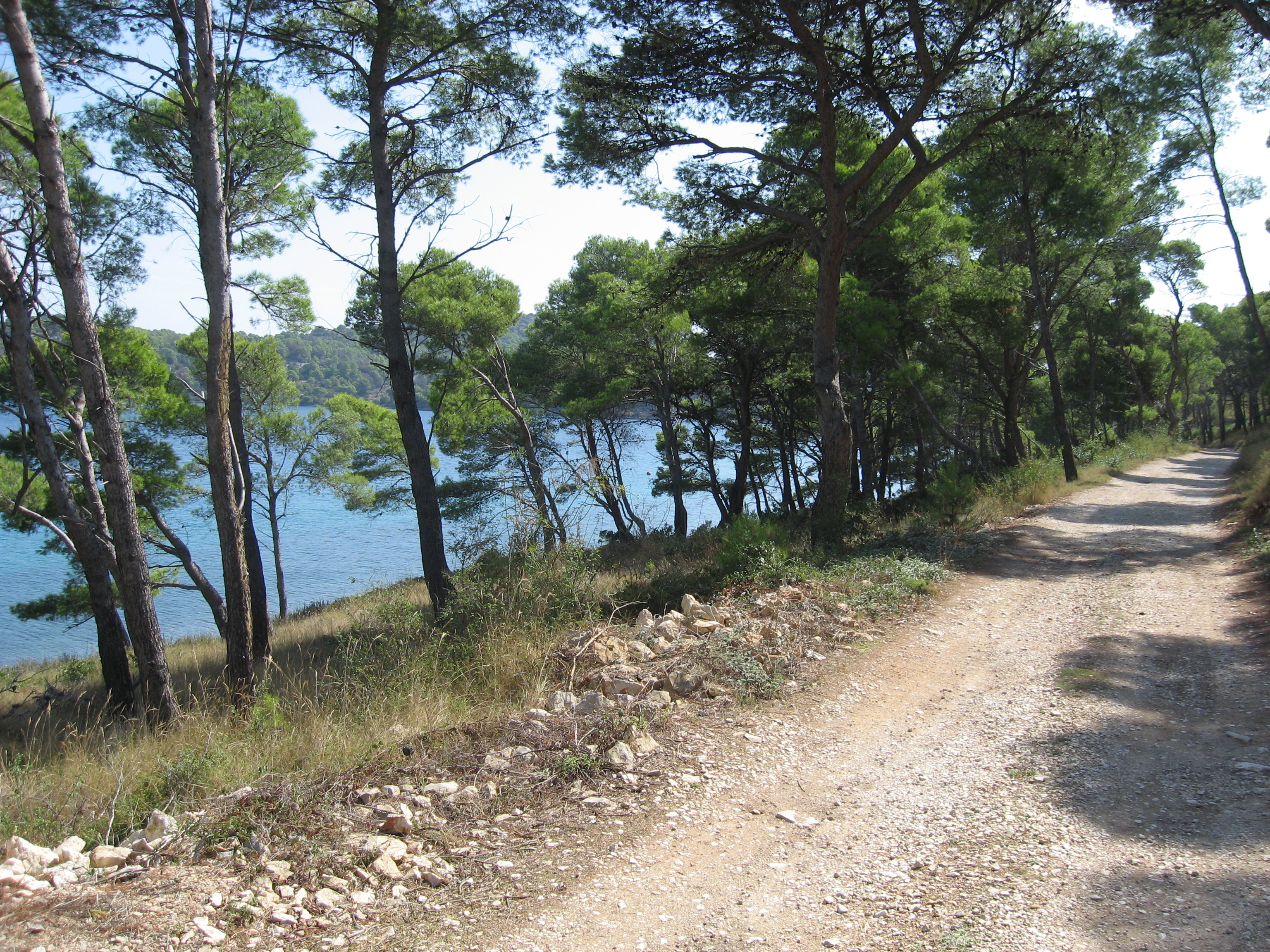
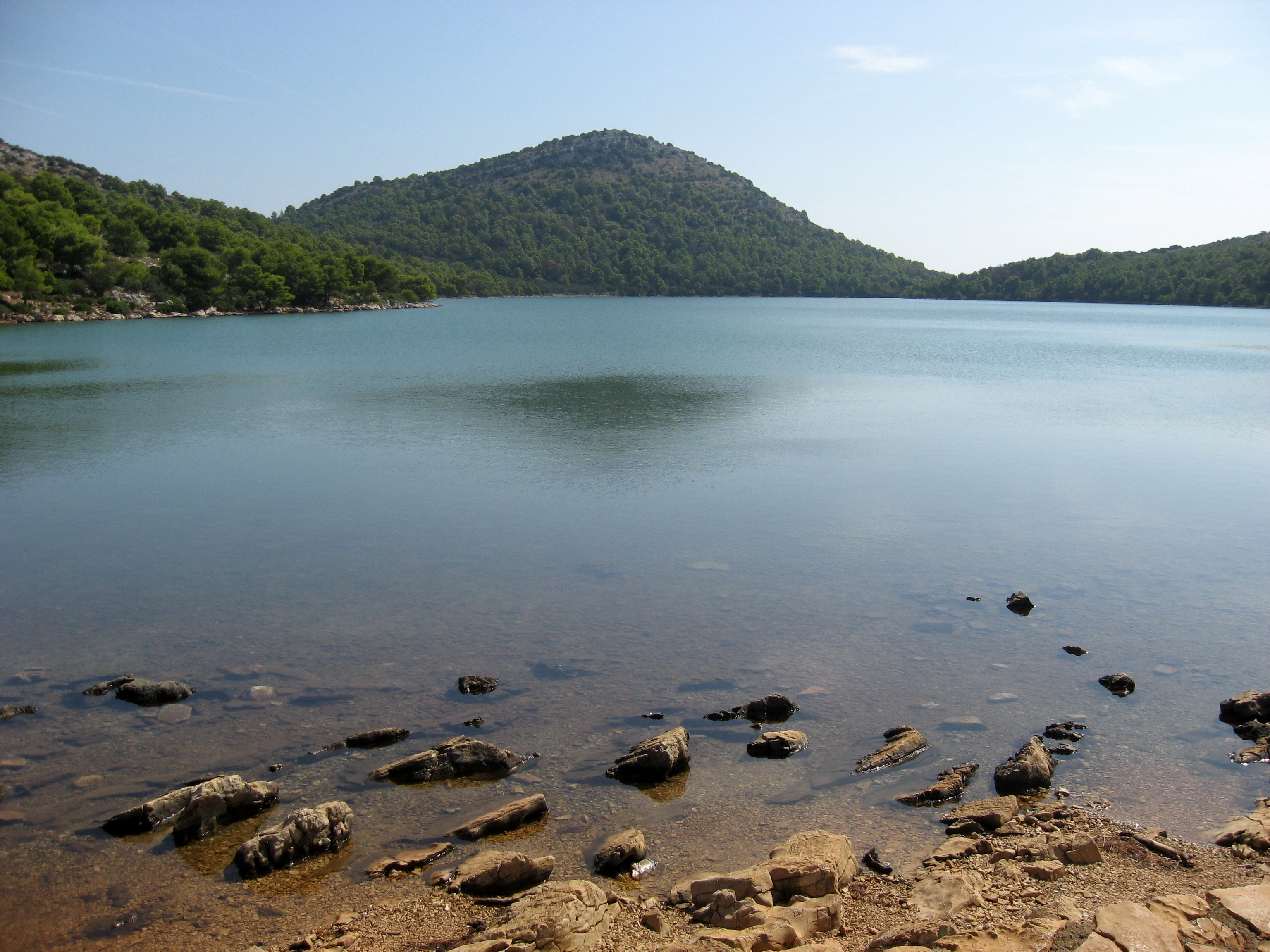
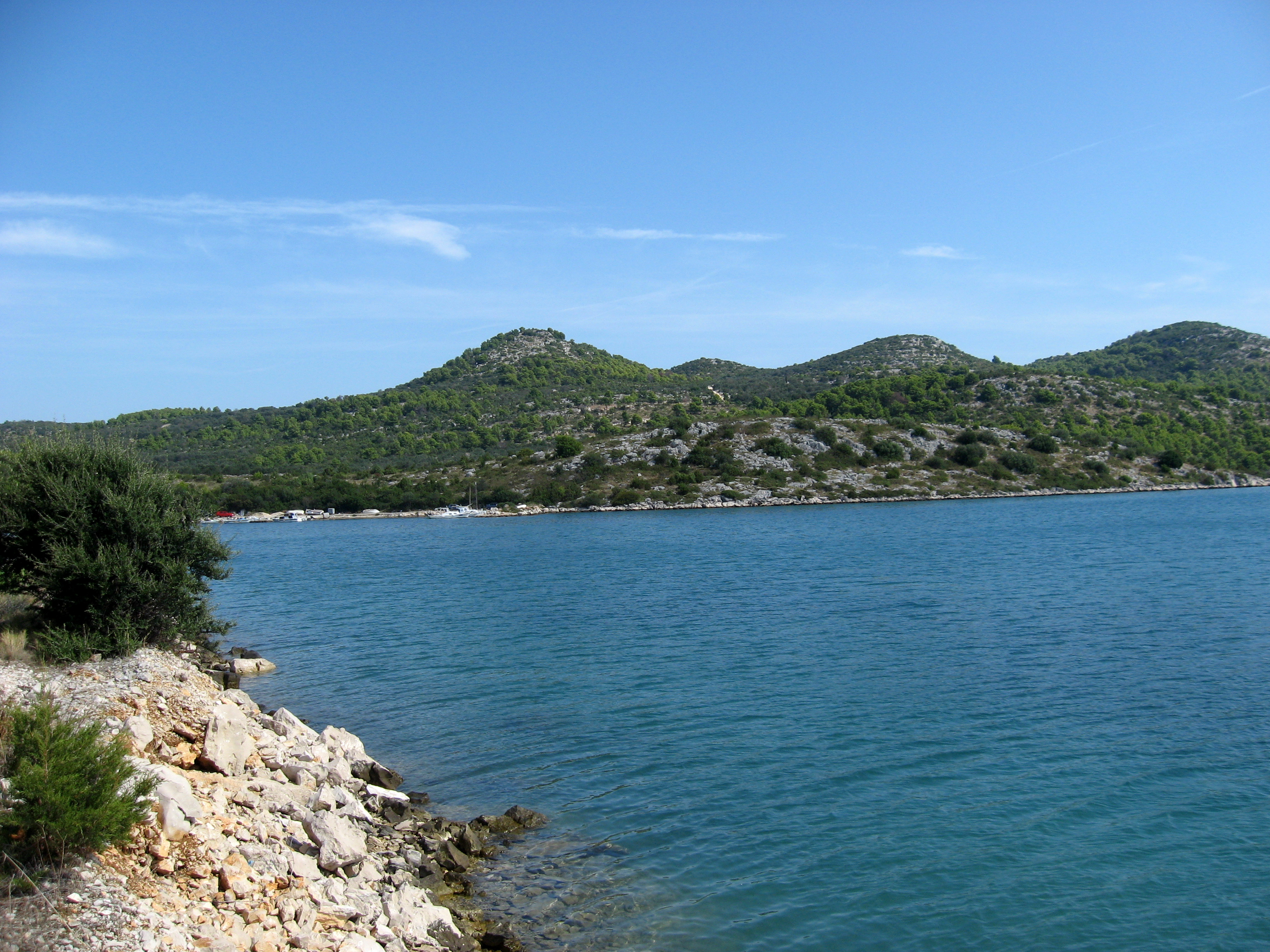
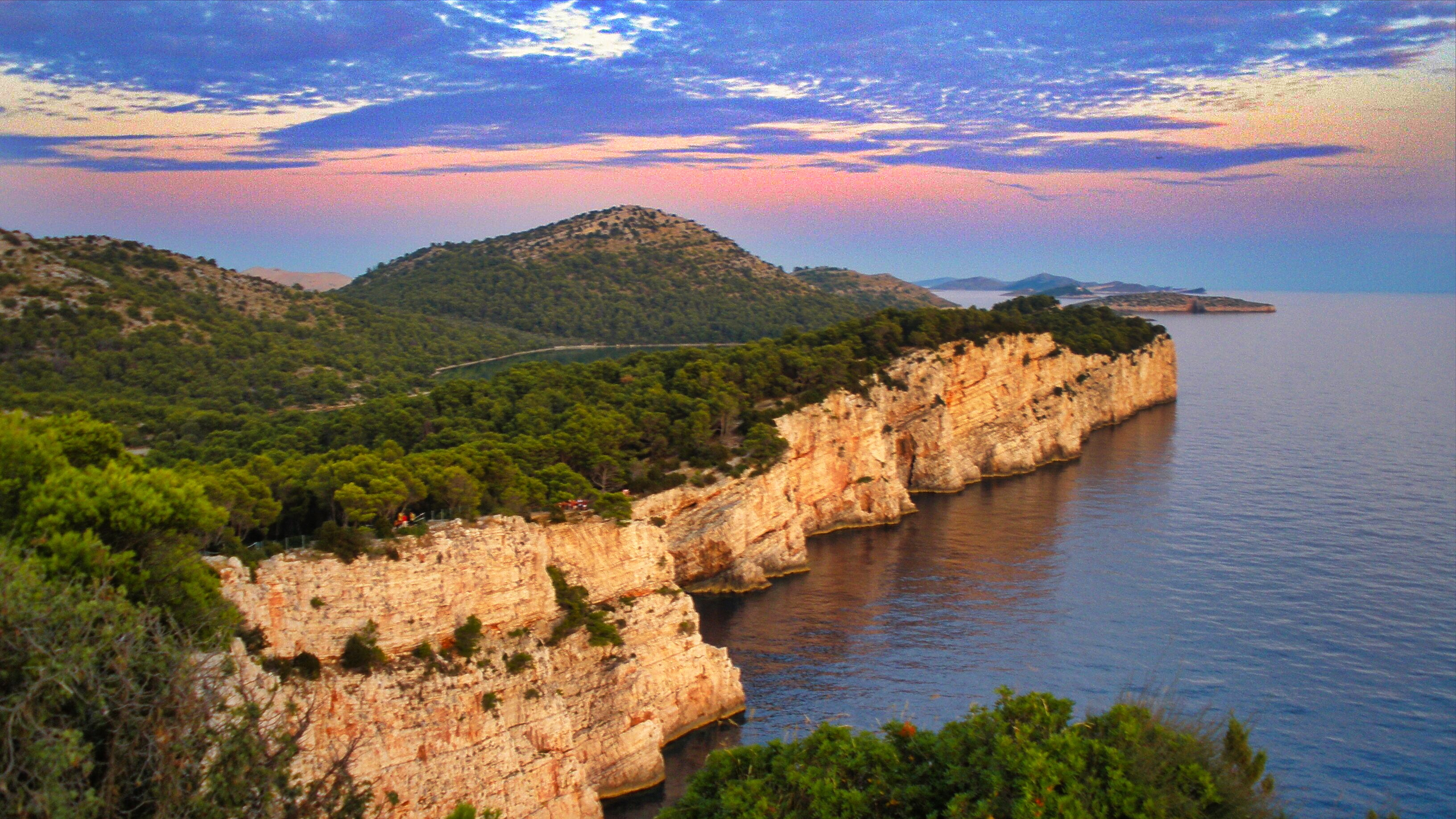